# Auguste Kerckhoffs

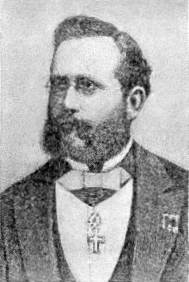
Auguste Kerckhoffs

Jean Guillaume Auguste Victor François Hubert Kerckhoffs (Nuth, 19 januari 1835 - Därligen, 9 augustus 1903), ook wel bekend onder de achternaam Kerckhoffs van Nieuwenhoff, was een Nederlands linguïst en cryptograaf, en wordt tegenwoordig nog steeds geciteerd vanwege Kerckhoffs' principes voor de cryptografie. Zijn essay La Cryptographie Militaire wordt beschouwd als een mijlpaal in de cryptografie.

## Biografie
Auguste Kerckhoffs werd geboren op de hoeve Nieuwenhof in Nuth. Zijn vader, Jean Kerkhoffs, was griffier en in de Belgische tijd van 1830 tot 1836 burgemeester van Nuth. Auguste studeerde van oktober 1847 tot augustus 1852 aan het internaat in Rolduc in Kerkrade en om zijn Engels te verbeteren woonde hij anderhalf jaar in Engeland. Hij studeerde filosofie en natuurwetenschap aan de universiteiten van Luik en Leuven. Hij gaf les in moderne talen in Eindhoven en begeleidde Clarence Prentice, zoon van de oprichter van de Louisville Journal, op zijn reis door West-Europa. In 1860 verhuisde hij naar Frankrijk.
Hij was aanvankelijk privéleraar. In 1863 doceerde hij moderne talen in Meaux en Melun bij Parijs. Hij trouwde in 1864 met Marie Émilie Thévenin, een kleindochter van Antoine Joseph Santerre, en kreeg in 1865 een dochter, Pauline. 
In 1870 sloot hij zich aan bij de Nationale Garde.
In 1873 verkreeg hij het Franse burgerschap. 
Hij nam in 1873 verlof en studeerde filologie aan de universiteiten van Bonn en Tübingen, waar hij in 1876 zijn doctoraat behaalde. Hij voorzag in zijn levensonderhoud door les te geven aan José Ferreira Pereira Felício, 2e graaf van São Mamede, die later secretaris werd van koning Karel I van Portugal. Toen hij terugkeerde naar Parijs gaf hij les aan de twee andere kinderen van de familie São Mamede. Kerckhoffs werd er voor beloond met de rang van Commandeur in de Portugese Orde van Christus. Tevens was hij Officier in Portugese Orde van Sint-Jacob van het Zwaard. Rond deze tijd schreef hij zijn magnum opus, La Cryptographie Militaire (1883). De publicatie plaatste hem onmiddellijk in de voorhoede: hij zou, vaak samen met Hippolyte Désiré Josse, Étienne Bazeries en Paul Valerio, worden genoemd als een van de toonaangevende cryptografen van zijn tijd. Vanaf 1881 onderwees hij Duits aan het École des hautes études commerciales de Paris (HEC), maar moest het instituut in 1891 verlaten vanwege zijn kritiek op een examinator van het ministerie. 
Hij werd onderwijzer in Mont-de-Marsan en later in Lorient. Zijn dochter stierf in 1893 en Kerckhoffs nam in 1895 ontslag. Uiteindelijk stierf hij in 1903 in het station van Därligen in Zwitserland toen hij werd overreden door een trein. Hij werd begraven op de Cimetière du Montparnasse in Parijs.

## Cryptologie
Auguste Kerckhoffs is vooral bekend om twee essays, oorspronkelijk gepubliceerd in 1883 in Le Journal des Sciences Militaires. Deze essays, getiteld La Cryptographie Militaire, bevatten aanbevelingen waaraan cryptografische systemen moesten voldoen. In 64 pagina's gaf hij een inzicht in de stand van zaken in de cryptologie. Hij poneerde zes stellingen, Kerckhoffs' principes, voor het ontwerp van versleutelde communicatie, waarvan de tweede de bekendste is geworden.
1. Het systeem moet zo ontworpen zijn dat het praktisch onmogelijk is om het te ontcijferen.
2. Het ontwerp van het systeem behoort niet geheim te hoeven zijn, en moet zonder schadelijke gevolgen in vijandelijke handen kunnen vallen.
3. De sleutel moet zonder notities onthouden kunnen worden en moet door de correspondenten naar wens kunnen worden gewijzigd.
4. De versleutelde berichten moeten overgebracht kunnen worden door middel van telegrafie.[6]
5. Het apparaat of de documenten dienen draagbaar te zijn en te kunnen worden bediend door een enkel persoon.
6. Het systeem dient eenvoudig te zijn, niet gehinderd te worden door kennis van allerlei regels of door mentale inspanning

In het bijzonder de tweede stelling is nog steeds leidend voor moderne transparante cryptografische systemen en wordt meer gangbaar als volgt geschreven: De beveiliging door een versleutelingssysteem mag niet afhangen van de geheimhouding van het systeem, maar alleen van de geheimhouding van de sleutel. Dit noemt men ook het principe van Kerckhoffs. Sinds het werk van Kerckhoffs is het vanzelfsprekend geworden om cryptografische systemen transparant te ontwerpen. Voordat zijn principe echter wijdverspreid werd, domineerde het principe van Security through obscurity.
Hoe Kerckhoffs aan zijn cryptografische kennis kwam is onbekend.

## Volapük
In het begin van de jaren tachtig van de 19e eeuw raakte Kerckhoffs geïnteresseerd in de kunsttaal Volapük en hij werd al spoedig een prominent lid van de Volapükbeweging. Hij spande zich in voor de verspreiding van deze taal in Frankrijk, Spanje en Scandinavië en was enkele jaren lang secretaris-generaal van de door hem in 1885 opgerichte Association française pour la propagation du Volapük. Hij publiceerde vele boeken en artikelen over deze taal, onder meer een over de grammatica, een uitgebreide taalcursus en een woordenboek Volapük-Frans/Frans-Volapük. Ook gaf hij vele lezingen. Hij werd op het tweede Volapük congres in München aangewezen tot leider van de Internationale Academie van Volapük, een taak die hij van 1887 tot 1891 vervulde. Hiermee was hij feitelijk de tweede man van de Volapükbeweging onder de uitvinder Johann Martin Schleyer.
Kerckhoffs vond dat Volapük vooral een eenduidige communicatie voor wetenschap en commercie moest dienen en vereenvoudigd moest worden. In 1887 creëerde hij zelfs een eigen versie van het Volapük, het Nuvo-Volapük. Deze hervormingsgezindheid bracht hem in conflict met Schleyer, die geneigd was de taal als zijn persoonlijk eigendom te beschouwen en elke hervorming van de hand wees. Het conflict escaleerde na het Volapükcongres van 1889, toen Schleyer de voltallige academie naar huis stuurde en daarna in Konstanz een nieuwe academie oprichtte. In 1892 trad Kerckhoffs terug. Dit schisma heeft, naast de concurrentie met het opkomende Esperanto, geleid tot de teloorgang van de eens zo succesvolle Volapükbeweging. Het zou hierna tot de jaren dertig van de twintigste eeuw duren tot een andere Nederlander, de arts Arie de Jong, de beweging weer enig nieuw leven wist in te blazen.